# Білий гігант
Білими гігантами називають зорі малої чи середньої маси (<10M☉) з гарячим компактним ядром та протяжними оболонками, що мають ефективні температури в межах від 7500°К до 6100°К й належать до спектрального класу A та F.

## Гіганти спектрального класу A

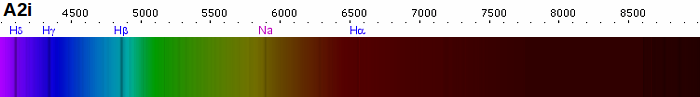
Спектр зорі спектрального класу A2 I

## Гігантиспектрального класу F

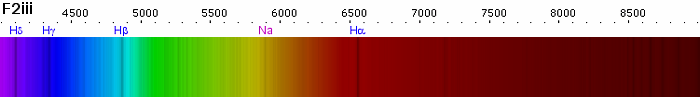
Спектр зорі спектрального класу F2 III

### Фізичні параметри зіргігантівкласу F
В таблиці подано усереднені значення параметрів. Загалом, відповідні параметри окремо вибраної зорі даного спектрального класу можуть відрізнятися від поданих нижче. 
| Клас | B-V  | V-R | b-y | MV  | BC    | Teff, °K | R/RΟ | log g | M/MΟ | Vsin(i), км/сек. |
| ---- | ---- | --- | --- | --- | ----- | -------- | ---- | ----- | ---- | ---------------- |
| F0   | 0.31 | -   | -   | 1.0 | 0.04  | 7178     | 7.0  | -     | -    | 135              |
| F2   | 0.36 | -   | -   | 0.9 | 0.04  | 6909     | -    | -     | -    | 128              |
| F5   | 0.44 | -   | -   | 0.8 | 0.02  | 6528     | -    | -     | -    | 115              |
| F8   | 0.54 | -   | -   | 0.7 | -0.02 | 6160     | 8.0  | 3.4   | -    | 95               |

Приклади: